# Lauterbachia
Lauterbachia es un género con dos especies de plantas de flores perteneciente a la familia Monimiaceae. 

## Especies seleccionadas
- Lauterbachia corallina
- Lauterbachia novoguineensis